# El Púlpito
El Púlpito es un ejido del municipio de Jalpa de Méndez ubicado en la subregión centro del estado mexicano de Tabasco.

## Geografía
La localidad se ubica a 9.9 kilómetros (en dirección norte) de la localidad de Jalpa de Méndez, la cabecera y lugar más poblado del municipio. Se sitúa en las coordenadas geográficas 18°05′27″N 93°04′54″O / 18.090833, -93.081667, a una elevación de 6 metros sobre el nivel del mar.

## Demografía
Según el Conteo de Población y Vivienda 2020, efectuado por el Instituto Nacional de Estadística y Geografía, la localidad de El Púlpito tiene 392 habitantes, de los cuales 201 son del sexo masculino y 191 del sexo femenino. Su tasa de fecundidad es de 2.76 hijos por mujer y tiene 96 viviendas particulares habitadas.
| Gráfica de evolución demográfica de El Púlpito entre 1990 y 2020 |
|                                                                  |
| INEGI.                                                           |